# Gesine Dräger
Gesine Dräger (* 21. April 1968 in Hamburg) ist eine Politikerin der SPD und war Abgeordnete der Hamburgischen Bürgerschaft.

## Ausbildung und Beruf
Dräger schloss 1987 das Gymnasium Billstedt mit dem Abitur ab. Im Anschluss folgte ein Studium der Wirtschaftswissenschaften und der Mathematik mit den Abschlüssen Diplom-Kauffrau, Diplom-Volkswirtin und Diplom-Mathematikerin. Derzeit ist Dräger als selbständige Softwareentwicklerin tätig.

## Politik
Sie trat 1988 in die SPD ein, ist seit 1994 Vorstandsmitglied im SPD-Distrikt Fuhlsbüttel. Von 2000 bis 2005 war sie Mitglied Vorstand des SPD-Kreises Hamburg-Nord. Von 2007 bis 2010 gehörte sie dem Landesvorstand der Hamburger SPD an. 
Gesine Dräger war von 2001 bis 2008 Mitglied der Bürgerschaft und 2004 bis 2008 stellvertretende Fraktionsvorsitzende. Dräger war Vorsitzende des Wirtschaftsausschusses der Bürgerschaft und wirtschaftspolitische Sprecherin ihrer Fraktion. Des Weiteren war sie Mitglied im Haushaltsausschuss und Innenausschuss sowie im Parlamentarischen Kontrollausschuss (Verfassungsschutz) und in den Kontrollgremien zur Telefon- und Wohnraumüberwachung. 
Im April 2007 kündigte Gesine Dräger an, nicht mehr für eine weitere Legislaturperiode zur Verfügung zu stehen und sich auf ihren beruflichen Werdegang zu konzentrieren.
Seit 2008 ist sie Deputierte der Behörde für Wirtschaft und Arbeit.